# Kaiserin-Augusta-Straße (métro de Berlin)
Kaiserin-Augusta-Straße est une station de la ligne 6 du métro de Berlin, dans le quartier de Tempelhof.

## Histoire
La station est créée dans le cadre du prolongement de la branche de Tempelhof vers le sud jusqu'à Alt-Mariendorf. Ce prolongement était déjà prévu au moment de la République de Weimar, mais la construction ne commence qu'en 1961.
Elle est l'une des premières stations dessinées par Rainer G. Rümmler. Il reprend les idées de Bruno Grimmek pour la station d'Alt-Mariendorf et conçoit une plate-forme centrale de 110 mètres de long et sept de large avec deux entrées, une au nord dans Albrechtstraße et l'autre au sud dans Kaiserin-Augusta-Straße. Les murs derrière les voies sont couverts de carrelage vert peu foncé, les colonnes de soutien sont carrelées en blanc. À la suite de la dégradation du carrelage, les murs sont peints de la même couleur.
En 1991, la station obtient un accès direct au centre commercial Karstadt. En 2013, une rénovation majeure de la station est prévue. Les travaux commencent en octobre 2013 et doivent se finir en mai 2015.

## Correspondances
La station de métro est en correspondance avec la ligne d'omnibus 184 de la Berliner Verkehrsbetriebe.